# کیلو (کایائو)
کیلو شهری در شهرستان کایائو در استان بازگا در بورکینافاسوی مرکزی است و جمعیت آن ۱۹۲۴ نفر است.